# Discordance
Discordance (englisch Diskordanz) ist ein 1996 debütiertes Death-Industrial-Projekt.

## Geschichte
Nachdem Gabriele Giuliani 1995 damit begonnen hatte Noise unter dem Projektnamen Dead Body Love zu veröffentlichen und ein Jahr später mit Less Than Zero ein eigenes Label initiierte erweiterte er sein musikalisches Spektrum und gründete mit Discordance ein Death-Industrial-Projekt.
Die Veröffentlichungen dieses Projektes erschienen unter anderem über Slaughter Productions, Old Europa Café und sein eigenes Label. Besondere Beachtung erfuhr die Kompilation The Sound Of Sadism an der sich Discordance 1999 beteiligte. Die von Jonathan Canady für Crowd Control Activities zusammengestellte Kompilation fasste wesentliche Akteure der Power-Electronics- und Noise-Szene der Zeit zusammen.

## Stil
Mit Discordance spielt Guiliani Death Industrial, der als kreischend, harscher Lärm beschrieben wird. Dabei experimentiere er während der gesamten Spielzeit mit Tönen und Texturen, von dröhnendem Brummen zu Klirren und Rauschen.

## Diskografie
- 1996: Creative Hatred (Album, Slaughter Productions)
- 1996: For Our Beloved Women (EP, Less Than Zero)
- 1997: 120 Days Of Sodom (Split-Album mit Deathpile, Old Europa Café)
- 1997: Ripper (Album, Labyrinth Recordings)
- 1997: Man As Butcher Meat / Gräberfeld (Split-Album mit Diktat, Less Than Zero)
- 1998: Womanhood: Domestic Violence As The Last Kind Of Self Defense (Split-EP mit Wertham; Soffitta Macabra, Operation Miranda)
- 1998: Supremacy (Album, Crowd Control Activities)
- 2003: Toybox (Kompilation, Slaughter Productions)
- 2008: Lesson Number One (EP, Second Sleep)
- 2010: PT:100 (Split-Box-Set mit Climax Denial, Human Larvae, Moribund, Sewer Goddess und Sharpwaist, Phage Tapes)